# Лейро
Лейро (гал. Leiro, ісп. Leiro) — муніципалітет в Іспанії, у складі автономної спільноти Галісія, у провінції Оренсе. Населення — 1793 осіб (2009).
Муніципалітет розташований на відстані близько 430 км на північний захід від Мадрида, 21 км на захід від Оренсе.
Муніципалітет складається з таких паррокій: Беран, Б'єйте, Гомаріс, Ламас, Лебосенде, Лейро, Орега, Сан-Клодіо, Серантес.

## Демографія
Динаміка населення (INE ):

## Галерея зображень

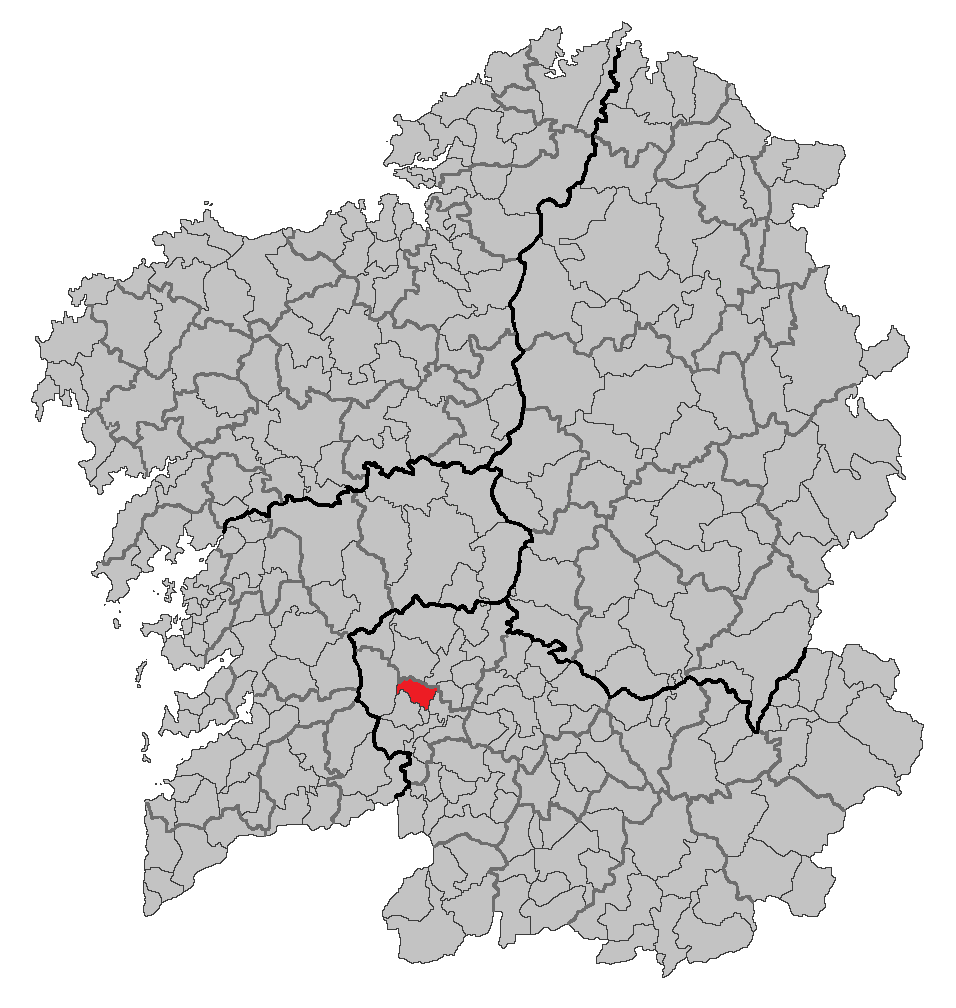
Розташування муніципалітету